# 屈米耶尔
屈米耶尔（法語：Cumières，法語發音：[kymjɛʁ]）是法国马恩省的一个市镇，位于该省西部，属于埃佩尔奈区。

## 地理
屈米耶尔（49°4'20"N, 3°55'36"E）面积2.99 平方千米，位于法国大東部大區马恩省，该省份为法国东北部内陆省份，北起阿登省，西北接埃纳省，西南接塞纳-马恩省，南至奥布省，东南接上马恩省，东临默兹省。
与屈米耶尔接壤的市镇（或旧市镇、城区）包括：达姆里、奥特维莱尔、马尔德伊。

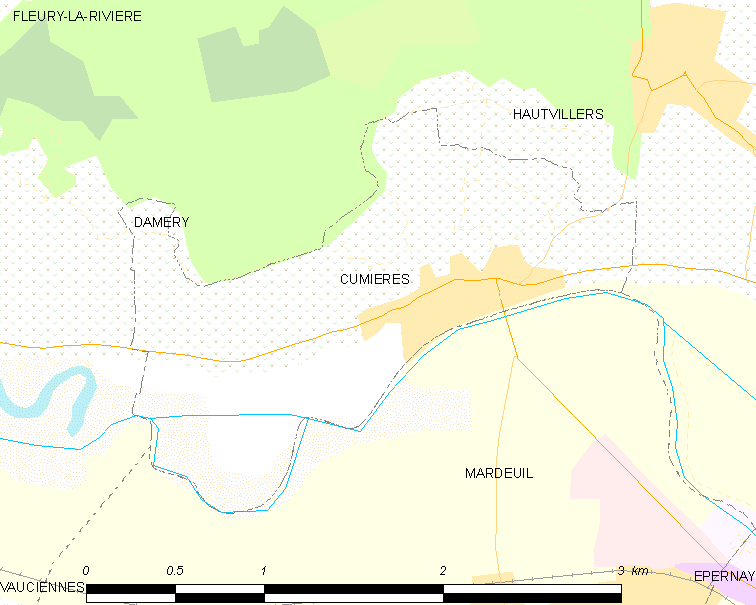
屈米耶尔的OSM定位图

屈米耶尔的时区为UTC+01:00、UTC+02:00（夏令时）。

## 行政
屈米耶尔的邮政编码为51480，INSEE市镇编码为51202。

## 政治
屈米耶尔所属的省级选区为埃佩尔奈第一县。

## 人口

1962-2008年间屈米耶尔人口变化图示

屈米耶尔于2022年1月1日时的人口数量为716人。